# Batalla de Svátove
La batalla de Svátove es un enfrentamiento militar actual entre Rusia y Ucrania por la ciudad de Svátove, en Ucrania oriental. La batalla comenzó el 3 de octubre de 2022, un día después de que el ejército ucraniano recuperara la ciudad estratégica de Limán en el óblast de Donetsk.

## Contexto
Durante la invasión rusa de Ucrania de 2022, Svátove cayó bajo la ocupación de las Fuerzas Armadas de Rusia y de la República Popular de Lugansk el 6 de marzo de 2022. Tras una gran contraofensiva de las fuerzas ucranianas a principios de septiembre de 2022, se informó que las fuerzas rusas estaban abandonando la ciudad. Para el 14 de septiembre, las tropas rusas habían regresado. Después de que Putin declarara la movilización parcial el 21 de septiembre, algunos de los reclutas recién reclutados fueron enviados a Svátove para ocupar el frente después de solo 2 días de entrenamiento como máximo para contrarrestar los avances ucranianos.
Para contrarrestar los avances ucranianos, según el gobernador del Óblast de Lugansk, Serhiy Haidai, las fuerzas rusas minaron todas las carreteras que conducen a Svátove y Kreminná, otro objetivo que las fuerzas ucranianas intentan recuperar.

## Batalla
Tras la reconquista ucraniana de Limán el 2 de octubre, las fuerzas ucranianas avanzaron hacia las fronteras entre los óblasts de Járkov y Lugansk. El 3 de octubre recuperaron Borova y la ciudad cercana de Shyikivka. Justo al sur de eso, Ucrania recuperó las aldeas de Iziumske y Druzheliubivka en la frontera de los óblasts de Járkov y Lugansk. Las fuerzas ucranianas supuestamente también avanzaron hacia Chervonopopivka en la carretera Svátove-Kreminná, aunque el 5 de octubre fueron expulsadas de sus posiciones.
Entre el 4 y el 5 de octubre, las fuerzas ucranianas recuperaron Bohuslavka y Borivska Andriivka, al norte de Borova, Hacia el este, las fuerzas ucranianas también capturaron Hrekivka y Makiivka, dos pueblos en el óblast de Lugansk. El 9 de octubre, las fuerzas ucranianas recuperaron Kruhlyakivka, controlando efectivamente todos los asentamientos a lo largo del río Oskol en el óblast de Járkov.
Entre el 9 y el 13 de octubre, las fuerzas ucranianas hicieron pequeños avances en el óblast de Lugansk, retomando las aldeas de Novolyubivka, Nevske, Novoiehorivka, Nadiia y Andriivka, todas al suroeste de Svátove. En el norte, las fuerzas ucranianas recapturaron Krokhmalne, asegurando una sección de la frontera de los  óblasts de Járkov y Lugansk.